# Giuseppe Isola (pittore)

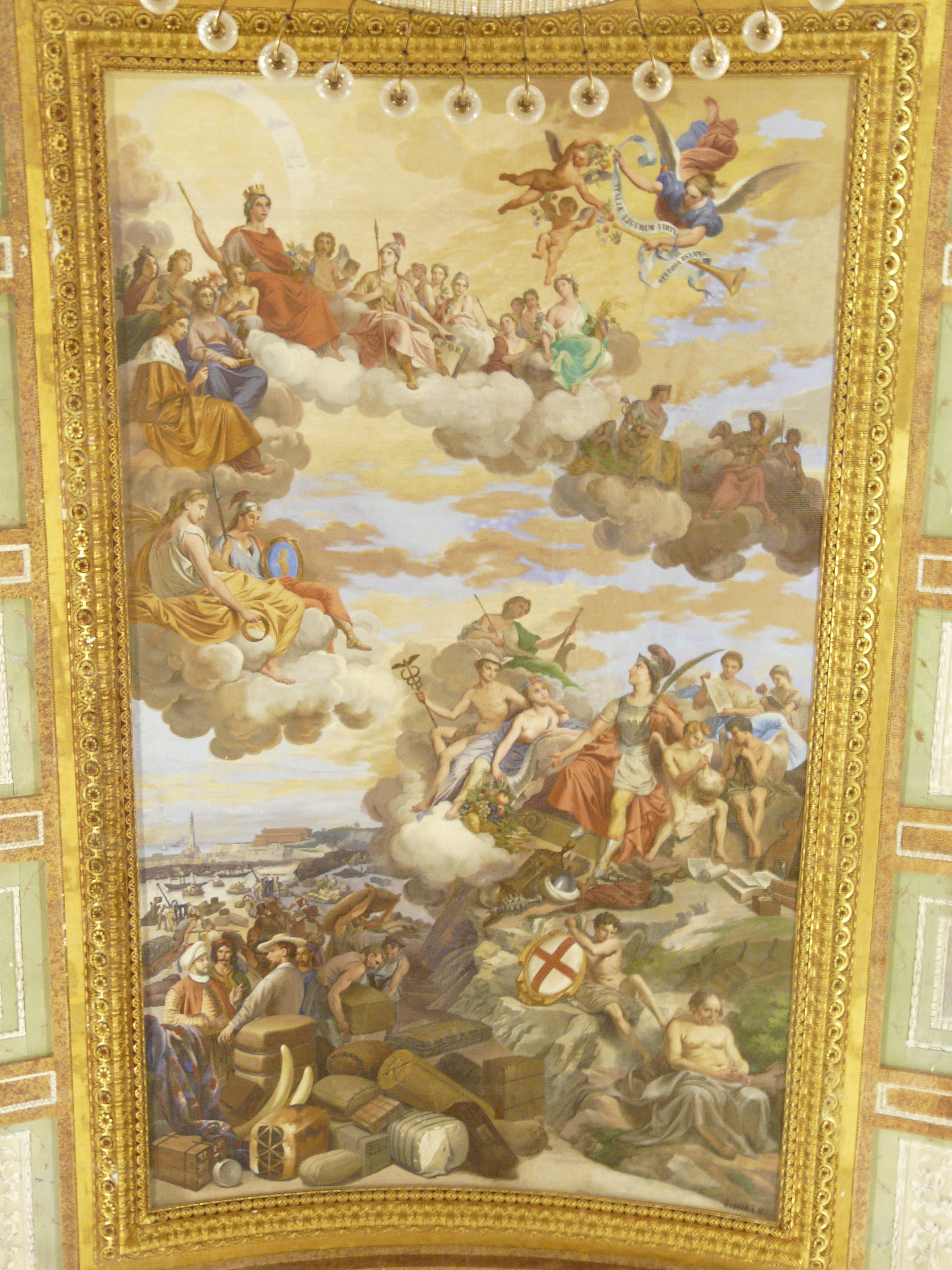
L'allegoria del Commercio dei Liguri nel salone del Maggior Consiglio del Palazzo Ducale di Genova.

Giuseppe (Tommaso Giuseppe) Isola (Genova, 7 aprile 1808 – Genova, 21 luglio 1893) è stato un pittore italiano.

## Biografia
Figlio di Gaetano Isola e di Maria Annunziata Rolleri, da ragazzo esponeva le sue prime opere nel negozio di mobili del padre. Lì il suo talento fu notato dal marchese Giancarlo Serra, che ne fece il suo protetto e gli permise prima di frequentare corsi di pittura presso l'Accademia Ligustica di Belle Arti e in seguito di perfezionarsi in Toscana, nel Lazio e in Lombardia, mentre in Liguria studiò lo stile degli affrescatori del Cinquecento e del Seicento.
Il suo esordio artistico ebbe luogo nel 1834 con la presentazione a una mostra dell'Accademia Ligustica dell'opera La Congiura di Gian Luigi Fieschi, nella quale si intravedono le avanguardie del movimento romantico. Dopo pochi anni seguirono Il conte di Carmagnola condannato a morte dal Senato di Venezia si congeda dalla famiglia e l'Assassinio di Alessandro de' Medici del 1836.
Maria Drago scrisse in una lettera del 1838 al figlio Giuseppe Mazzini che Isola fu arrestato e interrogato a lungo in merito al suo dipinto La morte di Opizzino d'Alzate, dell'anno precedente, in quanto nei volti dei congiurati che nel 1436 avevano ucciso il governatore milanese erano state riconosciute le fattezze di alcuni patrioti genovesi.
A partire dal 1841 Isola realizzò alcune opere dietro la committenza dei Savoia, come i dipinti Alcuni drappelli de' dragoni del re sbaragliano i Francesi sotto Mondovì e La strage degli innocenti realizzati a Torino, dove era stato nominato pittore storico onorario di Carlo Alberto, e diversi affreschi nelle sale di Palazzo Reale a Genova.
Negli anni successivi altre commesse pubbliche riguardarono l'affresco con l'allegoria del Commercio dei Liguri per il soffitto del Salone del Maggior Consiglio di Palazzo Ducale a Genova e il Trionfo della Scienza in Liguria affrescato sul soffitto dell'aula magna dell'Università di Genova, del quale si conservano solo alcuni frammenti essendo stato distrutto durante i bombardamenti della seconda guerra mondiale.
Come riconoscimento per le sue opere, nel 1845 divenne accademico di merito dell'Accademia Ligustica di Belle Arti, presso la quale diresse negli anni seguenti i corsi di disegno (dal 1848 al 1851), di disegno dal rilievo e dal nudo (dal 1851 al 1871) e di studio dal vero (a partire dal 1872). Fu socio dell'Accademia nazionale di San Luca di Roma e delle accademie di Bologna e Perugia, pittore di famiglia della duchessa di Galliera Maria Brignole Sale e direttore della gallerie di Palazzo Bianco e di Palazzo Rosso. Fu amico dello scultore senese Giovanni Duprè e dello scultore genovese Santo Varni, di Massimo d'Azeglio, del pittore savonese Giuseppe Frascheri e di Giuseppe Verdi. Fu inoltre maestro dei pittori Gabriele Castagnola, Santo Bertelli e Nicolò Barabino

## Opere
Tra le opere di Giuseppe Isola è possibile citare
- La congiura di Gian Luigi Fieschi, 1834
- Il conte di Carmagnola condannato a morte dal Senato di Venezia si congeda dalla famiglia, 1836
- L'assassinio di Alessandro de' Medici, 1836
- La morte di Opizzino d'Alzate, 1837
- Il conte Ugolino, 1850
- Alcuni drappelli de' dragoni del re sbaragliano i Francesi sotto Mondovì, 1844, Torino, basilica di Superga
- La strage degli innocenti, 1851, Torino, Palazzo Reale
- Lo studio del pittore, Genova, Palazzo della Provincia
- Trionfo del Petrarca
- Tasso alla tomba di Eleonora, Genova, Palazzo Podestà
- Tasso alla corte di Ferrara
- Giotto bambino e Cimabue
- Andrea Doria rifiuta la corona (decorazione andata perduta per il sipario del teatro genovese Andrea Doria, il cui bozzetto è conservato nella Galleria d'arte moderna di Genova-Nervi)[2]
- Colombo in catene, 1863, Genova, Palazzo Rosso
- Ritratto di Niccolò Paganini, 1835, Galleria d'Arte Moderna di Genova Nervi[2][3]
- Ritratto del Dottor Guasconi, 1835, Galleria d'Arte Moderna di Genova Nervi
- Ritratto di Monsignor Ridolfo Brignole Sale, 1835, Galleria d'Arte Moderna di Genova Nervi
- Ritratto di Papa Pio IX, 1847, donato all'Accademia ligustica di belle arti
- Ritratto di Raffaele de Ferrari o del duca di Gallico, Genova, Palazzo Rosso[4]
- Ritratto di Santo Varni, 1836
- Ritratto di fanciulla, 1893
- Autoritratto, 1870, Firenze, Galleria degli Uffizi[5], copia di un autoritratto donato nel 1863 all'Accademia Ligustica di Belle Arti
- Affreschi nelle chiese genovesi della Nunziata (1840), di San Giorgio (1857), della Consolazione (1874) e di San Francesco da Paola e in quella di Sant'Ambrogio a Varazze[6]
- Giano consegna a Giove le chiavi del tempio della Guerra, 1843, affresco nella sala delle udienze di Palazzo Reale a Genova
- Giove manda sulla terra la Giustizia e la Prosperità, affresco nel salone da ballo di Palazzo Reale a Genova
- Il riposo di Giove, affresco nello studio di Palazzo Reale a Genova
- Nettuno con tritoni, 1864, affresco nella loggia di Palazzo Reale a Genova
- Il commercio dei Liguri, 1866, affresco sul soffitto del salone del Maggior Consiglio nel Palazzo Ducale di Genova
- Trionfo della Scienza in Liguria, 1871, affresco realizzato nell'aula magna dell'Università di Genova, andato distrutto durante la seconda guerra mondiale